# Граисељићи
Граисељићи су насељено мјесто у општини Калиновик, Република Српска, БиХ. Према попису становништва из 1991. у насељу је живјело 33 становника. Према попису становништва из 2013. гоидине у насељу је живјело 30 становника.

## Географија
Код Граисељића се налази Калиновачко језеро. Граисељићи се налазе на надморској висини од 990-1025 метара.

## Становништво
Према попису становништва из 1991. године, мјесто је имало 33 становника.
| Националност | 1991. |
| Срби         | 33    |
| Укупно       |       |

| Демографија | Демографија | Демографија |
| Година      | Становника  | Становника  |
| ----------- | ----------- | ----------- |
| 1961.       | 180         |             |
| 1971.       | 141         |             |
| 1981.       | 52          |             |
| 1991.       | 33          |             |
| 2013.       | 30          |             |